# Porta Ferrada
|  | Per a altres significats, vegeu «Festival de la Porta Ferrada». |

La Porta Ferrada constitueix l'element més emblemàtic del conjunt monàstic de Sant Feliu de Guíxols edificat que ha arribat fins als nostres temps. L'adjectiu -Ferrada- que determina el nom comú de "porta" no procedeix pas de la forma de ferradura d'alguns dels seus arcs, sinó més aviat d'una antiquíssima porta amb els batents proveïts d'un aparatós forrellat.
Així doncs, es dona el nom de Porta Ferrada al mur paral·lel del frontis o façana de l'església romànica. És un element solt que forma part d'una edificació més àmplia ja desapareguda, no posterior a la primera meitat del s. X.
La Porta Ferrada també és força coneguda pel festival musical que se celebra cada any amb motiu de la festa major. Aquest festival va adoptar el nom de Festival de la Porta Ferrada, ja que antigament les actuacions es feien a la plaça del monestir al davant de la Porta Ferrada. Avui dia l'escenari ja no es troba a davant de la Porta Ferrada i es munta a l'espai Port per motius d'espai i per les molèsties que causava als veïns a la nit.

## Arquitectura

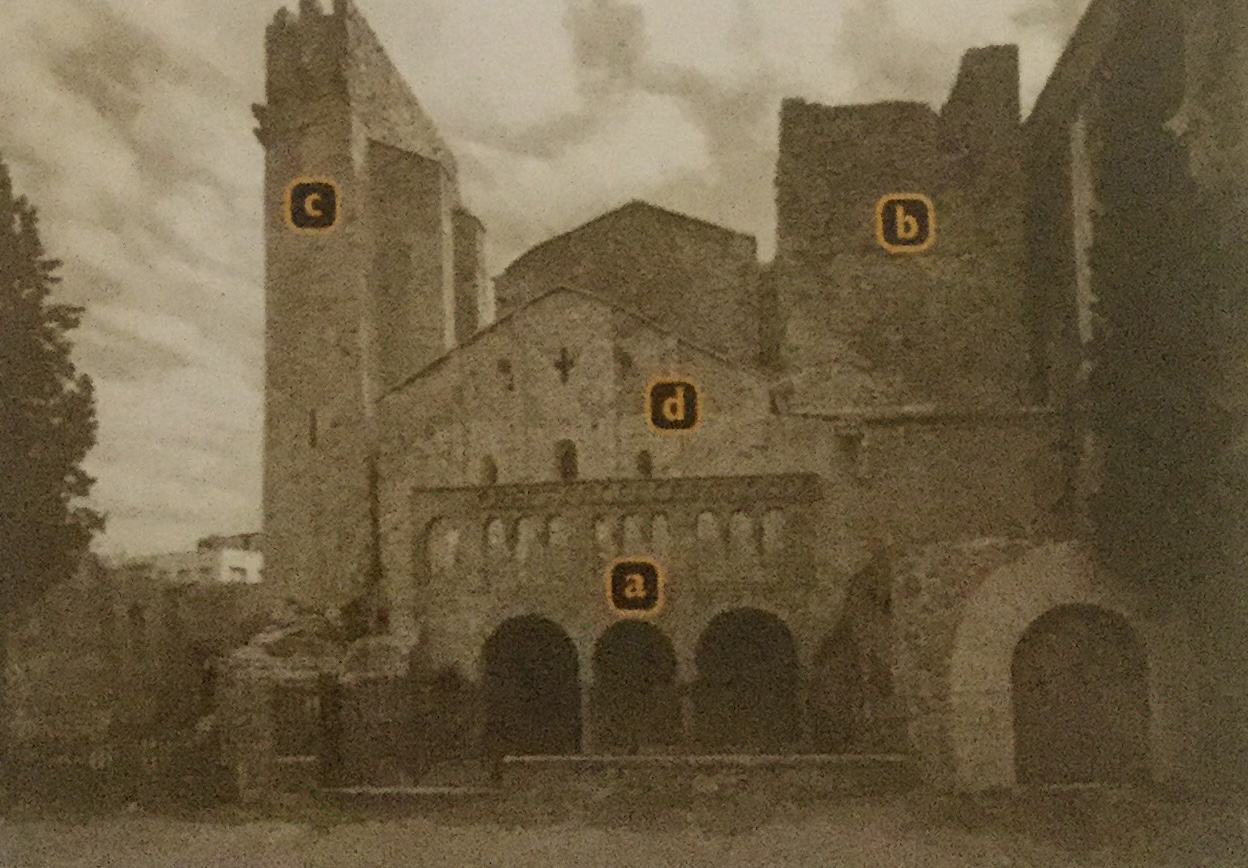
Parts de la façana de la Porta Ferrada

La Porta Ferrada (a) del Monestir (segle X) tenia, potser, la funció de pòrtic de l'antiga església. Constitueix un exemple molt singular de construcció, localitzat en molt poques ocasions en altres indrets, tant del romànic peninsular com del de la resta d'Europa.
A banda i banda hi trobem la Torre del Corn (b) (segle X-XI) -quadrada, a la dreta- i la Torre del Fum (c) (segle X) -semicircular, a l'esquerra-. Els seus noms venen donats per la seva funció defensiva: en cas d'atac -sovint, de pirates- un membre de la comunitat eclesiàstica pujava a la primera de les torres i feia sonar un corn, un instrument fet de banya, per avisar els vilatans que s'havien de refugiar dins les muralles del monestir. Al mateix temps, s'encenia un foc a dalt de la Torre del Fum per avisar, amb aquest altre sistema, els pobladors que vivien lluny o treballaven al camp i no podien sentir el corn. El segle XI s'afegeix un frontis (d) al conjunt del Monestir.

## Història
Sense considerar el temple primitiu que ha de remuntar-se segurament als temps visigòtics, de petites dimensions i que perduraria fins a la construcció del temple romànic, podem afirmar des d'ara, que totes les èpoques hi han deixat la seva petjada.
Però deixant de banda l'edifici romà, del qual pràcticament no en queden restes, la porta ferrada forma part de la fase més antiga del monestir situada entre els segles x i xii, la fase romànica.

### Relació amb la resta del monestir
A l'exterior, talment com un pòrtic, separat uns 3 m del frontis, s'admira la Porta Ferrada. A la planta baixa té unes columnes tosques, desaparellades, amb capitells cònics i llisos damunt dels quals reposen sengles de ferradura, també de forma tosca d'un radi més gran dels que trobem en els claustres romànics i que fa remuntar a l'època de la fundació del monestir. Damunt d'aquest fragment de la galeria baixa s'hi aixeca el pis superior. A cada arc de la planta baixa corresponen tres arcs petits, separats l'un de l'altre per una columneta també tosca i de curtes dimensions. Com a coronament de l'exterior de la galeria, tenim un fris de 19 arcs cecs arcuacions que reposen sobre uns senzills per mòduls, que és una altra característica dels claustres romànics. "Tot fa creure -diu l'investigador de l'arquitectura medieval a l'Empordà, Badia Homs- que el conjunt al qual pertanyia era d'una importància i d'una monumentalitat extraordinària”.
L'historiador pare Ernest Zaragoza opina que la planta baixa de la Porta Ferrada podria ser unes restes del primer temple visigòtic, orientat a sol ixent, com era costum. Inútils serien unes excavacions per tal de trobar l'antic presbiteri, ja que al seu lloc hi fou construït el celler del cenobi. L'opinió no és tan arriscada donat que trobem altres exemplars d'una construcció semblant en altres monestirs de la zona de temps remots. D'altra banda la construcció del pis superior és d'una època posterior a la planta baixa. És probable -afirma també l'esmentat benedictí- que el conjunt s'utilitzés com a claustre. És ben significatiu el que escriu el pare Cano sobre l'abat Gilabert -que contemplà l'incendi de la vila i la destrucció del cenobi- el qual no volgué completar el claustre derruït i del qual restava encara en peu el pany que avui admirem i coneixem amb el nom de Porta Ferrada i que serà posteriorment el pas obligat per accedir al cor del temple.
A l'interior, des de l'entrada principal fins a la meitat, el temple conserva intacta la seva forma romànica, corresponent als segles x i XI. "La forma de volta, -observa Badia Homs- semblaria indicar-nos un moment evolutivament llombarda i el tipus de finestres, ens porta considerar aquest temple d'un moment avançat i que ha de correspondre al segle xi. Tenim dos estils en el seu interior. La construcció primitiva es realitzaria en el temps romànic, formant una gran nau d'uns murs sòlids sense ornament, amb volta llisa de canó lleugerament passada de radi se situaria a la meitat del segle xiv, quan s'hi afegeixen nous elements: una volta gòtica que trobem dividida en dos grans repartiments, creuats per arestes amb les seves respectives claus decorades amb relleus; una nau lateral a cada banda, comunicant amb la central per tres arcs obrint-se, però, a la dreta de l'espectador, la porta lateral; finalment hi ha de cinc cares amb arestes que, en la seva part superior, conflueixen en la gran clau que es troba al centre del presbiteri. Així tenim que, des de la porta principal fins a la lateral, hi ha la part romànica i d'una sola nau, i, des de l'esmentada porta lateral fins a l'àbsida de tres, hi ha la part gòtica, d'ogiva interessant, si exceptuem només els arcs que comuniquen d'una nau a l'altra.

## Reformes i estat actual

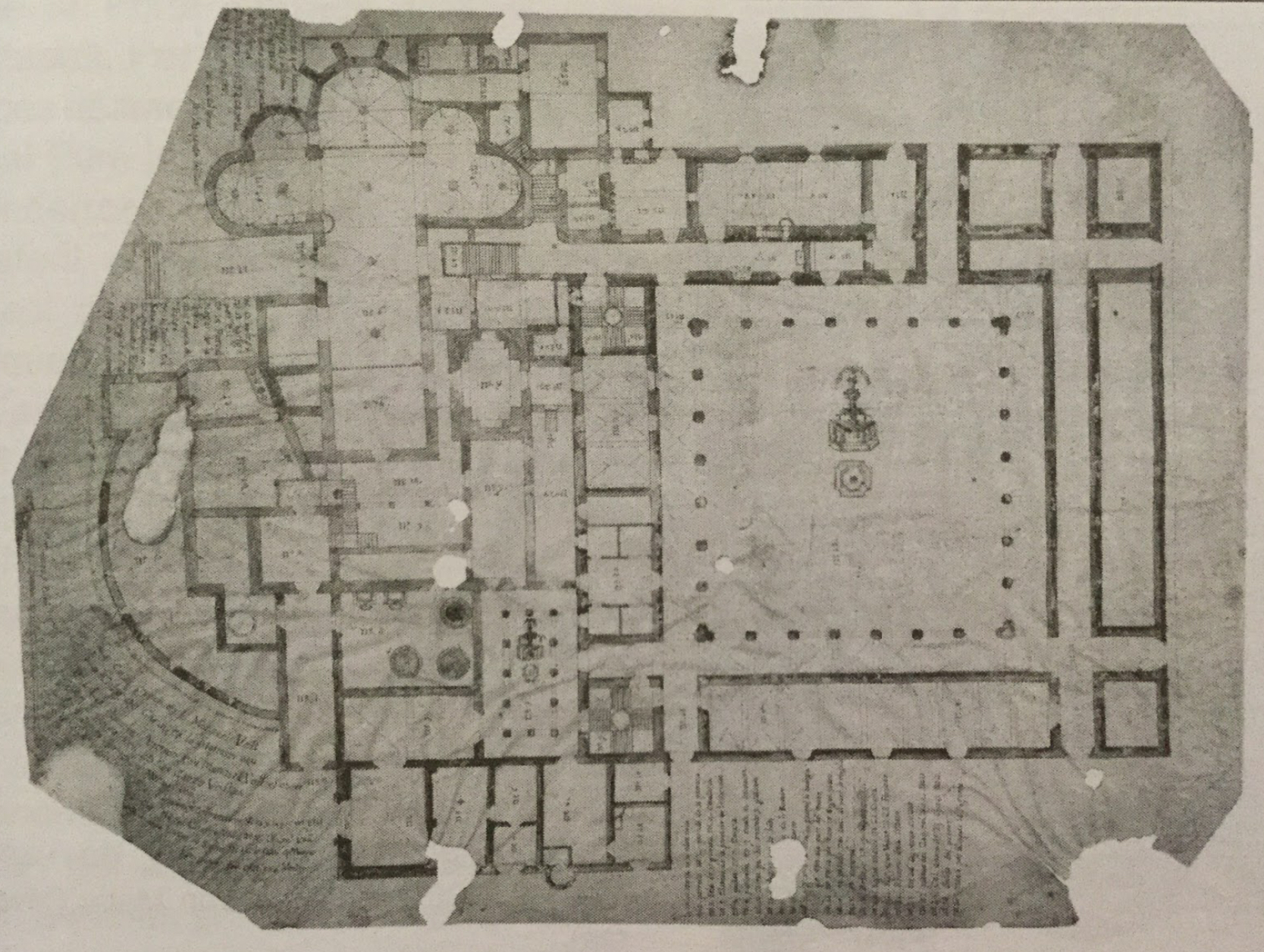
Plànol del monestir realitzat entre els anys 1723-30 per Josep Maria Oliveras.

Com veiem a la part sud del monestir, on es troba la Porta Ferrada, estava, a diferència d'ara, envoltat per edificacions. Tal com es pot veure en la següent imatge presa a principis del segle XX on tan sols es podien veure els arcs superiors de la porta ferrada mentre que la resta del monument quedava tapat.
Posteriorment, als anys trenta del segle xx, es van fer un seguit de reformes que van consistir en l'enderrocament de tots els edificis del voltant del monestir, en la reconstrucció de la base d'una de les columnes que havia quedat malmesa després de tants anys de no haver estat reformada, i en la construcció d'una petita teulada al damunt de les arcades superiors.